# Оболонская впадина
Оболонская впадина — ударный кратер, сформированный в результате падения метеорита 169 ± 7 млн лет назад (середина юрского периода).
Находится на территории Украины в районе села Оболонь Полтавской области.
Изначально кратер имел диаметр, как предполагают, около 20 км. Последующие геологические процессы деформировали кратер.